# ایوان راسیموف
ایوان راسیموف (ایتالیایی: Ivan Rassimov؛ ۷ مه ۱۹۳۸ – ۱۴ مارس ۲۰۰۳) بازیگر اهل ایتالیا بود.
از فیلم‌ها یا برنامه‌های تلویزیونی که وی در آن نقش داشته‌است، می‌توان به ساحره عاشق، مهار، هولوکاست جنگل، کتاب مقدس، شوک، امانوئل در بانکوک، نمایش هراس‌انگیز عجیب و غریب نیمه‌شب، ضعف اخلاقی عجیب خانم وارْدْ، تمامی رنگ‌های تاریکی، گناه در وجودت حبس شده و فقط من کلیدش را دارم، انسان‌نما و امانوئل – خشونت علیه زنان چرا؟ اشاره کرد.